# あんてなちゃん
あんてなちゃんとは、徳島県に本社を置く四国放送（JRT）でかつて使用されていたマスコットキャラクターの名前である。

## 概要
- 2001年夏に2002年の四国放送開局50周年を前に、イメージキャラクターを公募して決まった。モチーフは猫[要出典]。
- 優秀賞を受賞した当時7歳小学生の作品である。
- 2006年にJRTの地上デジタル放送の開始を記念して、新イメージキャラクターを公募しておもぞうに決まり、イメージキャラクターの役割を譲った。

## プロフィール
- 名前：あんてなちゃん
- チャームポイント：頭の上にかわいいお花が咲いている。
- 好きなもの：
- 口癖：「とどくといいな」
- うれしいときのしぐさ：
- ひみつ：

## 在徳局のマスコット
- NHK日本放送協会 - どーもくん
  - NHK徳島放送局 - かめっ太くん